# Бруклин (филм)
Бруклин (енгл. Brooklyn) је костимирана драма из 2015. године редитеља Џона Кроулија снимљена по сценарију Ника Хорнбија у којој глуме Серше Ронан, Емори Коен, Донал Глисон, Џим Бродбент и Џули Волтерс.

## Главне улоге
| Глумац       | Улога                  |
| ------------ | ---------------------- |
| Серше Ронан  | Ејлис Лејси            |
| Емори Коен   | Антонио "Тони" Фиорело |
| Донал Глисон | Џим Фарел              |
| Џим Бродбент | свештеник Флад         |
| Џули Волтерс | Меџ Кехо               |